# Elena Anaya
Elena Anaya Gutiérrez (* 17. července 1975, Palencia) je španělská herečka, jejíž kariéra začala v roce 1995. Zahrála si po boku Antonia Banderase ve filmu „Kůže, kterou nosím“ od Pedra Almodóvara, za který získala cenu Goya za nejlepší herečku v hlavní roli. Hrála také ve filmech „Sex a Lucía“, „Van Helsing“, „Pokoj v Římě“ či „Wonder Woman“.

## Filmografie
| Rok  | Film                                  | Role                 | Režisér                   |
| ---- | ------------------------------------- | -------------------- | ------------------------- |
| 2020 | Rifkin's Festival                     | Jo Rojas             | Woody Allen               |
| 2018 | Gotham City Sirens                    |                      | David Ayer                |
| 2017 | La cordillera                         | Claudia Klein        | Santiago Mitre            |
| 2017 | Wonder Woman                          | Dr. Poison           | Patty Jenkins             |
| 2016 | Zipi y Zape y la isla del capitán     | Señorita Pam         | Oskar Santos              |
| 2016 | Infiltrado                            | Gloria Alcaino       | Brad Furman               |
| 2015 | Swung                                 | Alice                | Colin Kennedy             |
| 2015 | Lejos del mar                         | Marina               | Imanol Uribe              |
| 2015 | La memoria del agua                   | Amanda               | Matías Bize               |
| 2014 | Todos están muertos                   | Lupe                 | Beatriz Sanchís           |
| 2013 | Pensé que iba a haber fiesta          | Ana                  | Victoria Galardi          |
| 2013 | Inertia                               |                      | Gonzalo López-Gallego     |
| 2012 | Hijos de las nubes, la última colonia |                      | Álvaro Longoria           |
| 2011 | La piel que habito                    | Vera Cruz            | Pedro Almodóvar           |
| 2010 | Cuenta atrás                          | Nadia Pierret        | Fred Cavayé               |
| 2010 | Habitación en Roma                    | Alba                 | Julio Médem               |
| 2009 | Hierro                                | María                | Gabe Ibáñez               |
| 2009 | Cairo Time                            | Kathryn              | Ruba Nadda                |
| 2008 | Mesrine: L'instinct de mort           |                      | Jean-François Richet      |
| 2008 | Sólo quiero caminar                   | Ana Rodríguez        | Agustín Díaz Yanes        |
| 2007 | Savage Grace                          | Blanca               | Tom Kalin                 |
| 2007 | Entre mujeres                         | Sofia Buñuel         | Jon Kasdan                |
| 2007 | Ana y Manuel                          |                      | Manuel Calvo              |
| 2007 | Miguel y William                      | Leonor               | Inés París                |
| 2006 | Alatriste                             | Angélica de Alquézar | Agustín Díaz Yanes        |
| 2005 | Frágiles                              | Helen Perez          | Jaume Balagueró           |
| 2005 | Dead fish                             | Mimi                 | Charley Stadler           |
| 2004 | Van Helsing                           | Aleera               | Stephen Sommers           |
| 2003 | Dos tipos duros                       | Tatiana              | Juan Martínez Moreno      |
| 2002 | La habitación azul                    | Ana                  | Walter Doehner            |
| 2002 | Rencor                                | Esther               | Miguel Albaladejo         |
| 2002 | Hable con ella                        | Ángela               | Pedro Almodóvar           |
| 2001 | Lucía y el sexo                       | Belén                | Julio Médem               |
| 2001 | Sin noticias de Dios                  | Pili                 | Agustín Díaz Yanes        |
| 2000 | El árbol del penitente                | Sonsoles             | José María Borrell        |
| 2000 | El invierno de las anjanas            | Adelaida             | Pedro Telechea            |
| 1999 | Las huellas borradas                  | Rosa                 | Enrique Gabriel-Lipschutz |
| 1998 | Grandes ocasiones                     | Susy                 | Felipe Vega               |
| 1998 | Finisterre, donde termina el mundo    | Laura                | Xavier Villaverde         |
| 1998 | Lágrimas negras                       | Alicia               | Fernando Bauluz           |
| 1996 | Familia                               | Luna                 | Fernando León de Aranoa   |
| 1996 | África                                | África               | Alfonso Ungría            |

## Osobní život
Elena Anaya je bisexuálka. Její partnerkou byla Beatriz Sanchís, poté Tina Afugu Cordero. Anaya porodila v roce 2017 syna Lorenza.